# Panus hookerianus
Panus hookerianus är en svampart som först beskrevs av Miles Joseph Berkeley, och fick sitt nu gällande namn av T.W. May & A.E. Wood 1995. Panus hookerianus ingår i släktet Panus och familjen Polyporaceae.   Inga underarter finns listade i Catalogue of Life.